# Шапошников, Василий Александрович
Василий Александрович Шапошников — советский хозяйственный деятель.

## Биография
Родился в 1907 году в Кольчугине. Член КПСС.
Образование высшее (окончил МВТУ имени Баумана)
С 1920 года — на хозяйственной, общественной и политической работе.
До 1926 гг. — рабочий на Кольчугинском медеобрабатывающем заводе.
- В 1930—1942 гг. — инженер, старший мастер, заместитель начальника прокатного цеха, начальник технологического подотдела завода № 95.[1]
- В 1942—1954 гг. — начальник технического отдела и главный инженер 9-го управления НКАП СССР.[1]
- В 1954—1959 гг. — директор завода № 65.[1]
- В 1959—1961 гг. — начальник ОКБ-65.[1]
- В 1961—1965 гг. — заместитель начальника ВИЛС.[1]

C 1965 гг. — ответственный работник СЭВ.
Лауреат Государственной премии СССР.
Жил в Москве.